# Leanne van der Walt
Pour les articles homonymes, voir Van der Walt.
Leanne van der Walt, née en 1981, est une nageuse sud-africaine.

## Carrière
Leanne van der Walt remporte la médaille d'or du 200 mètres brasse aux Championnats d'Afrique de natation 1998 à Nairobi. 